# ملا محمدصالح مازندرانی

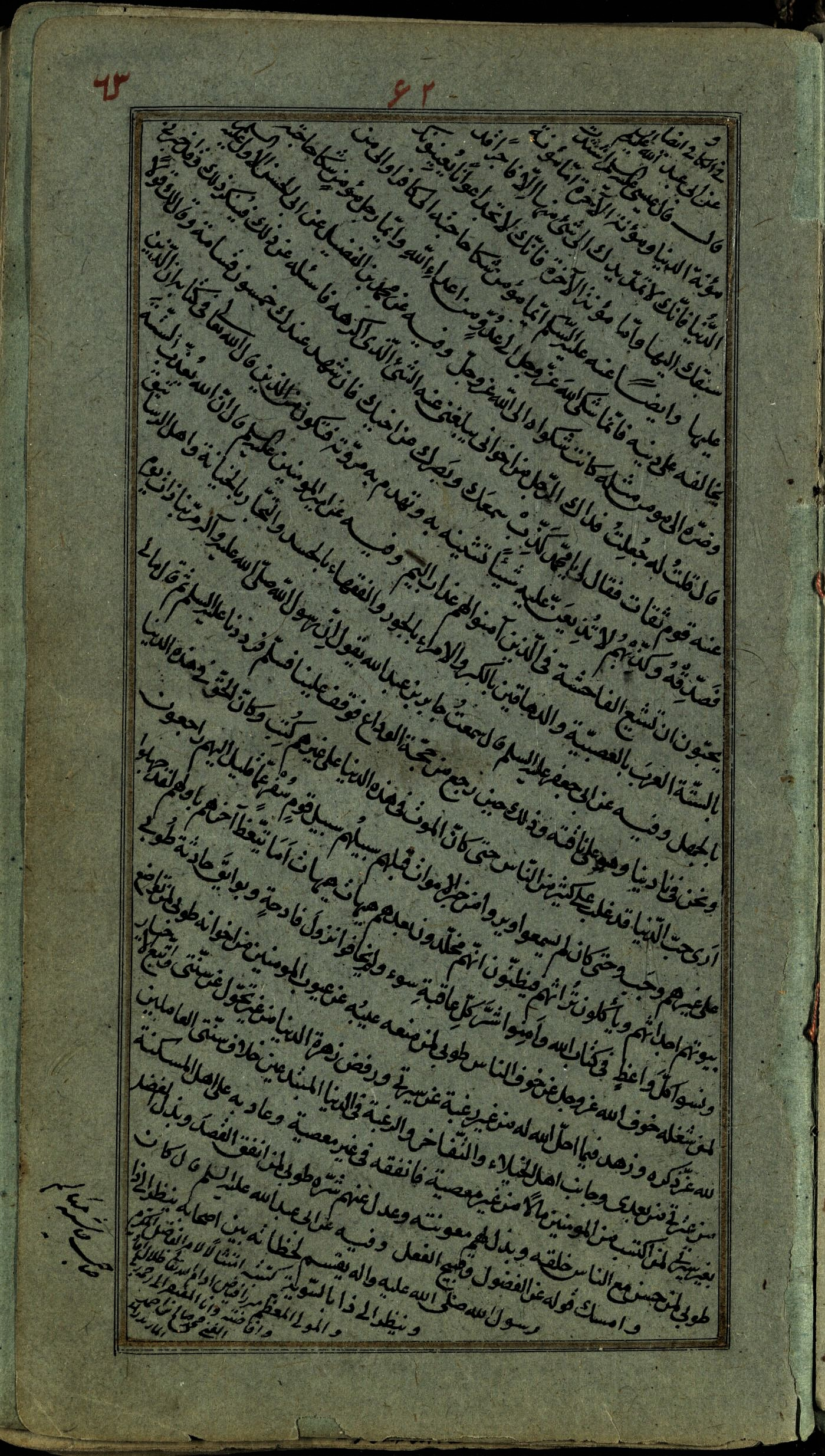
یادداشتی از ملا محمدصالح مازندرانی در جُنگ میرزا محمد فیاض سبزواری

حسام الدین ملا محمدصالح بن احمد سروی مازندرانی (سروی=ساروی) معروف به ملّاصالح مازندرانی (زادهٔ روستای تیلک چهاردانگه‌ی ساری درگذشته ۱۰۸۰ قمری قم)، از فقهای شیعه بود. وی به اصفهان مهاجرت کرده و شاگرد شیخ بهایی و شاگرد و داماد محمدتقی مجلسی و شوهر دختر عالمه او آمنه بیگم مجلسی بود.
در احوالات وی آورده شده که بسیار تهی دست بود و چون در مجلس درس مجلسی اول حاضر شد؛ از شاگردان برجسته و ممتاز گردید. داستان ازدواج وی با دختر علامه محمدتقی مجلسی مشهور بود.
علامه محمدباقر وحیدبهبهانی، علامه سید محمدمهدی بحرالعلوم، سید علی طباطبایی (صاحب ریاض) ،سید محمد حسین شهرستانی و سید حسین طباطبایی بروجردی از نوادگان دختری آمنه بیگم مجلسی و ملاصالح مازندرانی هستند.
علامه محمدباقر وحیدبهبهانی در رساله اجتهادالاخبار می‌نویسد:

جد من ملاصالح مازندرانی حاشیه بر معالم را در صغر سن (خردسالی) نوشته است، هر کس آن حاشیه را ملاحظه کند می‌تواند میزان فضل و دانش او را در آن سن و سال به خوبی حدس بزند.

## فرزندان
- محمد هادی مازندرانی
- محمدسعید اشرف مازندرانی